# Cantó de Conches-en-Ouche
El cantó de Conches-en-Ouche és un cantó francès del departament de l'Eure, situat al districte d'Évreux. Té 25 municipis i el cap es Conches-en-Ouche.

## Municipis
- Beaubray
- La Bonneville-sur-Iton
- Burey
- Champ-Dolent
- Collandres-Quincarnon
- Conches-en-Ouche
- La Croisille
- Émanville
- Faverolles-la-Campagne
- Ferrières-Haut-Clocher
- La Ferrière-sur-Risle
- Le Fidelaire
- Le Fresne
- Gaudreville-la-Rivière
- Glisolles
- Louversey
- Le Mesnil-Hardray
- Nagel-Séez-Mesnil
- Nogent-le-Sec
- Ormes
- Orvaux
- Portes
- Saint-Élier
- Sainte-Marthe
- Sébécourt

## Història
| Data d'elecció                           | Identitat        | Partit           | Qualitat |
| ---------------------------------------- | ---------------- | ---------------- | -------- |
| 1945-1949                                | M. Leperlier     | radical          |          |
| 1949-1985                                | Paul Guilbaud    | RGR, després MRG |          |
| 1985-1992                                | Arnaud Périnelle | RPR              |          |
| 1992-2004                                | Alfred Recours   | PS               |          |
| 2004-2011                                | Claude Auffret   | Divers gauche    |          |
| 2011-                                    | Alfred Recours   | PS               |          |
| les dades anteriors no són pas conegudes |                  |                  |          |
|                                          |                  |                  |          |

## Demografia
| A partir de 1990: Població sense dobles comptes |